# 明日の君さえいればいい。
「明日の君さえいればいい。」（あしたのきみさえいればいい）は、ChouChoの楽曲。2017年10月25日に16枚目のシングルとしてLantisから発売された。

## 概要
CDシングルとしては前作「kaleidoscope/薄紅の月」以来、2か月半ぶりのリリースとなる。
表題曲はテレビアニメ『妹さえいればいい。』のオープニングテーマとして使用された。
TOKYO MXのアニソン音楽番組『アニ☆ステ』週間オリジナルアニソンランキングで3位を獲得し、2017年11月6日放送にChouChoがゲスト出演し、本曲を披露した。

## 批評
CDジャーナルは、表題曲を「おそらくは曲先と思える、フレーズが長く難易度の高い歌を巧みにこなし、21世紀アニソンの王道を示してお見事」、カップリング曲を「“歌先”とでも言おうか。スローな16ビートにゆったりと声を乗せ、彼女の美質を聴き手に届けてくる」と批評した。
リスアニ!は、「20秒もある長いイントロや、2段階で繰り出されるサビといった従来のアニソンには珍しいトリッキーな構成が特徴的で、どこで息継ぎをしたらいいのかわからない、畳み掛けるような言葉の詰め込み具合も含めて、楽曲の情報量の高さに驚いてしまう。そんな曲を難なく歌いこなす彼女の歌唱力にも、改めて聴き惚れてしまうに違いない」と批評した。

## チャート成績
初週969枚を売り上げ、2017年11月6日付オリコン週間シングルランキングで初登場61位を獲得。チャート登場回数は5回。累計2,064枚のセールスを記録した。

## シングル収録内容
| #         | タイトル                                | 作詞      | 作曲                 | 編曲                 | 時間  |
| --------- | --------------------------------------- | --------- | -------------------- | -------------------- | ----- |
| 1.        | 「明日の君さえいればいい。」            | 松井洋平  | yuxuki waga（fhána） | yuxuki waga（fhána） | 5:04  |
| 2.        | 「アンダンテ」                          | ChouCho   | ChouCho              | 村山☆潤              | 4:14  |
| 3.        | 「明日の君さえいればいい。」(off vocal) |           |                      |                      | 5:04  |
| 4.        | 「アンダンテ」(off vocal)               |           |                      |                      | 4:12  |
| 合計時間: | 合計時間:                               | 合計時間: | 合計時間:            | 合計時間:            | 18:34 |

## 収録アルバム
| 曲名                     | 収録アルバム                                 | 発売日         | 備考                         |
| ------------------------ | -------------------------------------------- | -------------- | ---------------------------- |
| 明日の君さえいればいい。 | 妹さえいればいい。のサントラさえあればいい。 | 2018年1月10日  | TV Sizeで収録                |
| 明日の君さえいればいい。 | color of time                                | 2018年1月17日  |                              |
| 明日の君さえいればいい。 | naked garden                                 | 2019年11月27日 | リアレンジ・バージョンで収録 |
| 明日の君さえいればいい。 | ChouCho the BEST                             | 2021年12月8日  |                              |
| アンダンテ               | color of time                                | 2018年1月17日  |                              |